# Sveta in posvetna ljubezen
Sveta in posvetna ljubezen (italijansko Amor Sacro e Amor Profano) je Tizianova oljna slika, verjetno naslikana leta 1514, na začetku njegove kariere. Domneva se, da je sliko naročil Niccolò Aurelio, tajnik beneškega Sveta desetih, čigar grb je prikazan na sarkofagu ali vodnjaku, da bi proslavil svojo poroko z mlado vdovo Lauro Bagarotto. Morda prikazuje figuro, ki predstavlja nevesto, oblečeno v belo, ki sedi poleg Kupida in jo spremlja boginja Venera.
Naslov slike je prvič zabeležen leta 1693, ko je bila v inventarju navedena kot Amor Divino e Amor Profano (Božanska ljubezen in Profana ljubezen) in morda sploh ne predstavlja prvotnega koncepta.
Čeprav so »umetnostni zgodovinarji prelili veliko črnila, ko so poskušali razvozlati ikonografijo slike« in je bilo doseženo nekaj soglasja, ostajajo osnovni vidiki predvidenega pomena slike, vključno z identiteto osrednjih figur, sporni.

## Opis
Dve ženski, ki sta videti kot model iste osebe, sedita na izrezljanem starorimskem sarkofagu, ki je bil spremenjen v korito za vodo ali korito, ki je videti kot rimski sarkofag; širokih robov tukaj ni v dejanskih sarkofagih. Kako voda vstopi, ni jasno, vendar odteče skozi medeninast izliv falične oblike med obema ženskama, poleg anahronističnega grba v rezbariji. Ta pripada Niccolòju Aureliu, čigar prisotnost na sliki verjetno predstavlja tudi izliv.
Med obema ženskama je majhen krilati deček, ki je lahko Kupid, sin in spremljevalec Venere, ali pa zgolj putto. Pozorno gleda v vodo in z roko čofota po njej. Ženska na levi je polno in bogato oblečena; njena oblačila so zdaj običajno priznana kot oblačila neveste, čeprav so v preteklosti rekli, da so tipična oblačila kurtizan. V laseh nosi mirto, rožo, posvečeno Veneri, in rožo, ki jo nosijo neveste.
V nasprotju s tem je ženska na desni gola, razen bele tkanine čez ledja in velikega rdečega plašča, ki ga nosi čez eno ramo. V 20. stoletju je bilo splošno priznano, da je bila oblečena figura »sveta ljubezen«, gola pa »profana ljubezen«, nekoliko v nasprotju z naravnim prvim vtisom, če slika res predstavlja figure v skladu s sveto in posvetno ljubeznijo. Gola figura udobno sedi na robu korita, z eno roko počiva na njem, z drugo dvignjeno drži posodo, iz katere se kadi, verjetno kadilnico. V nasprotju s tem poza oblečene figure, navidezno umirjene in sproščene, postane precej nenavadna v spodnjem delu njenega telesa, če jo natančno preučimo, »spodnja polovica nevestinega telesa se izgubi v njeni draperiji in se ne sklada z njeno zgornjo polovico«. Polica se ji zdi previsoka, da bi na njej pravilno sedela, kolena ima široko narazen. Morda dejansko sedi na nečem drugem poleg korita, ali pa je to le ena od številnih pomanjkljivosti pri prikazovanju anatomije, ki jih najdemo v Tizianovi zgodnji karieri.
Oblečena ženska se nagne, vendar verjetno ne podpira kovinske sklede, katere vsebina je opisana na različne načine, čeprav je ni mogoče videti. Druga plitva kovinska skleda je na robu, bližje goli figuri; nekateri so predlagali pomen za dekoracijo v skledi, kot so roke Aurelijeve neveste, vendar se zdi, da to ni tako ob natančnem pregledu, potem ko je bila slika očiščena. Primerno bi bilo, če bi bili grbi tam, saj je bil zgodnji ugovor teoriji o zakonski sliki, da bi »aluzija na poroko zahtevala dva grba, ne enega«.
Vklesani prizori na sprednji strani korita/sarkofaga še nimajo splošno sprejete vsebine. Edgar Wind jih je opisal kot »Moškega bičajo, žensko vlečejo za lase in nebrzdanega konja odpeljejo za grivo«, vse morda podobe krotenja strasti. Druga možnost je, da so bili vidni kot (branje od desne proti levi): Adam in Eva, ki stojita ob drevesu spoznanja, Kajn, ki ubija Abla, in spreobrnjenje svetega Pavla, prikazano, kako pada s konja. Do leta 1914 so trdili, da izhajajo iz prizorov v petih različnih literarnih delih, starodavnih in sodobnih, kar je odražalo okus 19. stoletja po iskanju literarnih virov za slike. Povezani so z ilustracijami v lesorezu za Hypnerotomachia Poliphili Francesca Colonne (izdana v Benetkah leta 1499).
Pokrajina na levi, za oblečeno žensko, se vzpenja do nečesa, kar je videti kot obzidan grad ali vas, nad katero dominira visok obrambni stolp. V bližini sta dva zajca, običajno simbola plodnosti ali poželenja v renesansi. Pokrajina za neoblečeno postavo se razteza navzdol, z vasjo, nad katero dominirata cerkveni stolp in zvonik na drugi strani vode. Dva moška na konjih lovita zajca ali velikega zajca s hitrimi psi tipa lurcher, čredo ovc pa očitno pase pastir, v bližini pa sedita dva ljubimca.

## Pomen
Obstaja več nasprotujočih si interpretacij slike. Njihovo izhodišče je ugotoviti namen slike, ki jo večina interpretacij v zadnjih desetletjih razume kot spomin na poroko. Nato je treba figuram, ki se zdijo fizično enake, a imajo tako različna oblačila, dodeliti identiteto, na kateri točki se dogovor konča. Medtem ko je bil trend zadnjih let zmanjševanje vrednosti zapletenih in nejasnih razlag ikonografije Tizianovih slik (in drugih beneških slikarjev), v tem primeru ni bilo najdene enostavne razlage in učenjaki so še vedno bolj pripravljeni razmisliti o alegoričnih alternativah do neke mere zapletenosti. Tizian verjetno sam ne bi izumil zapletenega alegoričnega pomena; domneva se, da je renesančni humanistični učenjak kardinal Pietro Bembo ali podobna osebnost morda zasnoval alegorično shemo. Toda identiteta katerega koli učenjaka, ki bi lahko bil vpleten v pripravo programa za Tiziana, ostaja čista špekulacija.
Znanstveniki so predlagali več identifikacij figur ter analiz in interpretacij, ki v veliki meri izhajajo iz njih. Koncept Geminae Veneres ali Dvojčic Vener, dvojne narave Venere, je bil dobro razvit tako v klasični misli kot v renesančnem neoplatonizmu. Leta 1969 je učenjak Erwin Panofsky predlagal, da sta obe figuri predstavitvi Dvojčic Vener, pri čemer je oblečena figura predstavljala zemeljsko Venero - (Venere Vulgare), medtem ko je bila druga nebeška (Venere Celeste). To ostaja najbolj sprejeta in prepričljiva razlaga do danes. Drugi vidijo oblečeno figuro kot nevesto (idealizirano in ne portret, kar bi bilo v Benetkah precej nespodobno) in samo golo figuro, ki predstavlja Venero.
Čeprav je prvi zapis različice tega, kar je zdaj običajen naslov, šele v inventarju iz leta 1693, ostaja možno, da naj bi bili dve ženski figuri res poosebitvi neoplatonskih konceptov svete in profane ljubezni. Umetnostni zgodovinar Walter Friedländer je orisal podobnosti med sliko in Hypnerotomachia Poliphili Francesca Colonne ter predlagal, da obe figuri predstavljata Polio in Venere, dva ženska lika v romanci iz leta 1499.

## Slog
Kompozicija vsebuje elemente, ki jih najdemo tudi v delih Tizianovega nekdanjega mojstra ali kolega Giorgioneja, izjemno vplivnega beneškega slikarja, ki je leta 1510 umrl zelo mlad, vendar se na splošno strinja, da slika kaže, da se je Tizianov lastni slog razvil v zrelost, ki ne dopušča zmede s svojim starim tekmecem. Medtem ko so bila številna dela zadnjih nekaj let predmet spora med obema umetnikoma, tukaj o tem ni govora. Tizian kaže »popolno jasnost in doslednost namena ter gotovost pri izbiri umetniških sredstev. Po desetletju iskanja v več in včasih nasprotujočih si smereh se je Tizian zadovoljil z osnovnim predlogom klasičnega sloga, ki ga je razložil Giorgione, vendar z natančno samospoznanje osebnostnih in vizijskih razlik – in nenazadnje rok – s katerimi bi to lahko interpretirali.«
Religiozna slika iz istega obdobja, ki ima veliko podobnosti v slogu, je Noli me tangere, verjetno tudi iz leta 1514 (Narodna galerija, London), na kateri Tizian uporablja skoraj isto skupino stavb kot tukaj na levi, vendar obrnjeno in brez stolpa. Te se razvijejo iz skupine v Dresdenski Veneri.
V Tizianovi sliki Jacopo Pesaro, ki ga je papež Aleksander VI. predstavil sv. Petru (verjetno pred letom 1512, Kraljevi muzej lepih umetnosti, Antwerpen), je sveti Peter ustoličen nad sliko klasičnega reliefa, ki se lahko primerja s tem tukaj po velikosti, kompleksnosti, in njegova negotova vsebina.

## Zgodovina
Delo je leta 1608 kupil kardinal Scipione Borghese, nečak papeža Pavla V. ter velik zbiratelj in mecen umetnosti. Zdaj ga skupaj z drugimi deli iz zbirke Borghese hranijo v galeriji Borghese v Rimu.

## Materiali za slikanje
Sliko so leta 2000 analizirali z različico rentgenske fluorescenčne spektroskopije, ki je omogočila identifikacijo pigmentov, ki jih je uporabljal Tizian. Analiza je identificirala svinčeno belilo, azurit, svinčeno-kositrno rumeno, cinober in rumeno oker.<ref>Klockenkamper, R.; Bohlen, A. von & Moens, L. (2000), »Titian, Sacred and Profane Love«, ColourLex, str. 29, 119–129 Analysis of Pigments and Inks on Oil Paintings and Historical Manuscripts Using Total Reflection X-Ray Fluorescence Spectrometry, X-RAY SPECTROMETRY, X-Ray Spectrom.</ref